# Yrouerre
Yrouerre település Franciaországban, Yonne megyében. Lakosainak száma 147 fő (2022. január 1.). Yrouerre Tonnerre, Annay-sur-Serein, Fresnes, Môlay, Poilly-sur-Serein, Sainte-Vertu, Sambourg és Viviers községekkel határos.

## Népesség
A település népessége az elmúlt években az alábbi módon változott:
| Lakosok száma | 177  | 166  | 167  | 159  | 156  | 154  | 151  | 149  | 147  |
|               | 2013 | 2015 | 2016 | 2017 | 2018 | 2019 | 2020 | 2021 | 2022 |